# Peintures minérales
 (septembre 2013).
Si vous disposez d'ouvrages ou d'articles de référence ou si vous connaissez des sites web de qualité traitant du thème abordé ici, merci de compléter l'article en donnant les références utiles à sa vérifiabilité et en les liant à la section « Notes et références ».

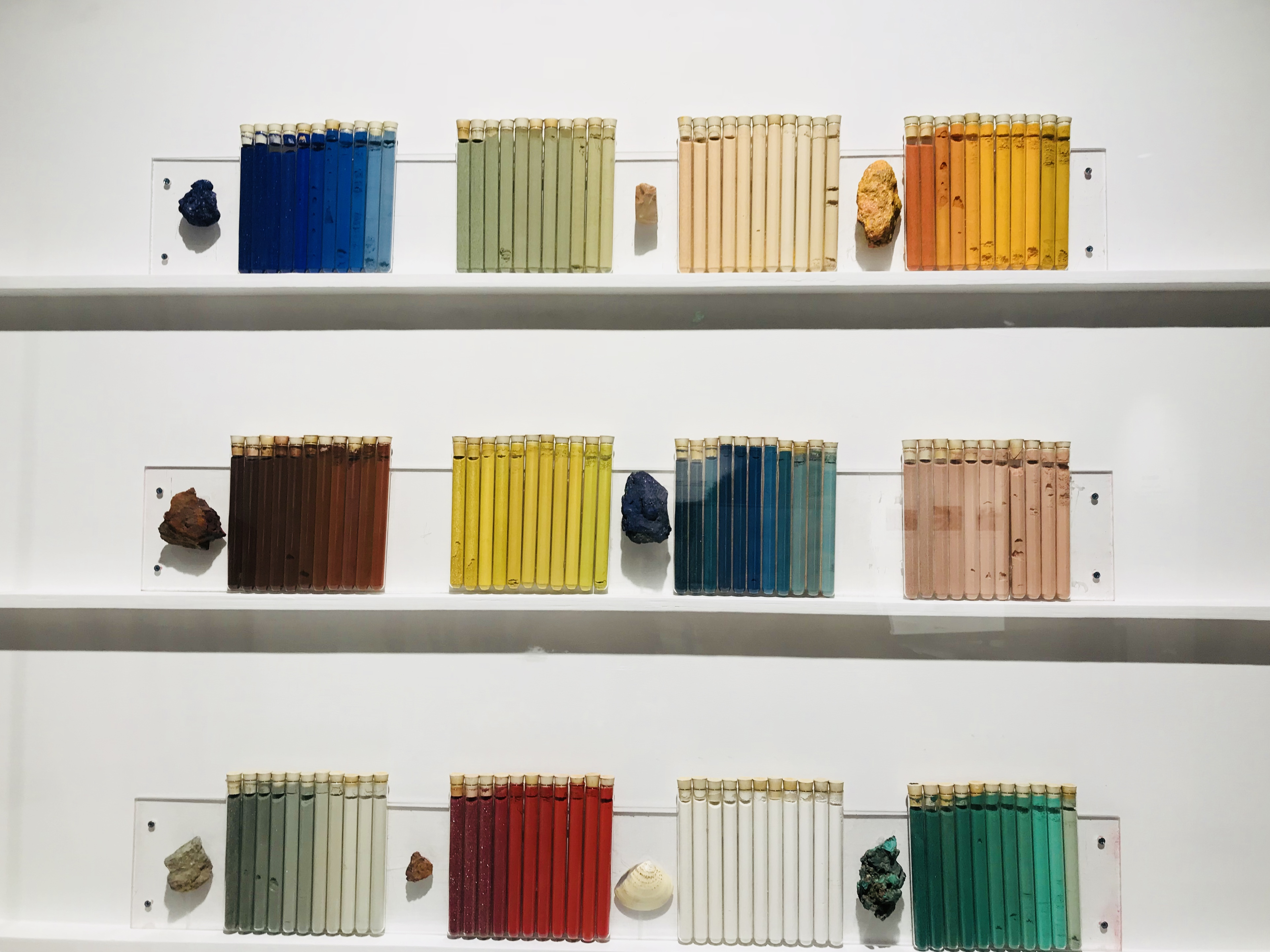
Peintures minérale naturelle.

Le terme de peintures minérales désigne les peintures contenant des liants minéraux. 
Ces peintures sont de deux sortes selon la nature de leur lien minéral principal: la chaux et le silicate.
Alors que les liants à base de chaux carbonatent au contact du dioxyde de carbone et de l’eau (formation de carbonates), les liants silicatés (généralement silicates de calcium ou silicates de potassium) font leur prise avec le CO2 et forment des silicates de calcium hydratés au contact d’autres minéraux comme la chaux qui se trouve dans le support.
Aujourd’hui les revêtements à base de chaux sont principalement employés dans le domaine de la restauration de bâtiments anciens, notamment des monuments historiques. Leur résistance aux intempéries reste limitée (à l’exception des techniques de fresque). 
Quand on parle aujourd’hui de peintures minérales, c’est en général pour évoquer des peintures aux silicates, dont le lien est le silicate de potassium. On parle également de peintures au verre liquide ou de peintures Keim (du nom de leur inventeur).
La composition particulière des peintures aux silicates confère à ces dernières des propriétés très spécifiques de résistance au vieillissement et aux intempéries. Leur durée de vie peut largement dépasser une centaine d’années. 

## Histoire
Les alchimistes à la recherche de la « pierre philosophale » (fabrication d’or) ont découvert dans des foyers des perles brillantes vitreuses. Le sable mélangé à la potasse et la chaleur fondent pour former des perles de verre liquide (silicate de potassium). Des premiers petits disques ronds de silicate de potassium ont été utilisés pour fabriquer les premières fenêtres. 
La première production industrielle de silicate de potassium s'est faite en Allemagne, elle remonte au XIXe siècle par Van Baerle à Gernsheim et Johann Gottfried Dingler à Augsbourg.
La première tentative de fabrication de peintures au silicate de potassium revient à Johann Nepomuk von Fuchs. On trouve vers 1850 la mise en peinture des façades de la Pinacothèque de Munich par les peintres Kaulbach et Schlotthauer. Ces peintures, qui contenaient des pigments (terres) non réactifs, ont vite été délavées.
C’est le roi Louis Ier de Bavière qui a été l’initiateur du travail de recherche intense d’Adolf Wilhelm Keim pour mettre au point cette nouvelle peinture. Grand amateur d'art, il était enthousiasmé par les fresques à la chaux richement colorées du Nord de l’Italie et voulut voir ces œuvres d’art fleurir dans son royaume de Bavière. Mais le climat plus rude du nord des Alpes dégradait ces peintures en peu de temps. Il demanda alors à l'académie scientifique bavaroise de faire trouver un procédé de peinture qui ressemblerait à de la chaux mais avec une durée de vie plus longue.
Les peintures minérales ont été brevetées en 1878 par l’artisan Adolf Wilhelm Keim et sont fabriquées jusqu'à aujourd'hui par l'entreprise qui lui a succédé Keimfarben à Diedorf près d’Augsbourg, Allemagne.
V. van Baerle, qui fournissait Adolf Wilhelm Keim en silicate de potassium, a essayé de son côté de fabriquer des peintures aux silicates, ses expériences ont duré pendant des années avant d’aboutir aussi à de bons résultats. L’usine Silinwerk van Baerle à Gernsheim sur le Rhin et la société Keimfarben à Diedorf près d’Augsbourg ont été longtemps les deux seuls fabricants connus.
Il existe encore aujourd’hui des peintures d’origine datant du XIXe siècle, comme par exemple en Suisse les façades de l’auberge « Weißer Adler » à Stein am Rhein ou l’hôtel de ville de Schwytz (1891), à Oslo (1895) ou bien à Traunstein (1891).

## Propriétés
Les peintures minérales sont composées de pigments minéraux et de silicate de potassium qui est appelé également silicate liquide ou LIQVOR SILICIVM. Les revêtements minéraux ne forment pas de film comme les autres peintures, mais ils pénètrent le support sur quelques microns et se minéralisent en faisant prise avec la chaux libre du support de façon indissoluble (silicification). Il en résulte une liaison très résistante entre la peinture et le support.
Le liant silicate est parfaitement résistant aux ultra violets, contrairement aux liants organiques tels que les dispersions acryliques ou siloxanes qui se fragilisent avec le temps et sont sujets au farinage, ce qui conduit à des écaillages et des décollements de la peinture, le liant minéral silicate est lui parfaitement stable. C’est cette liaison chimique avec le support ainsi que la résistance du liant aux UV qui constituent les raisons essentielles de l’exceptionnelle résistance des peintures aux silicates.
Les peintures aux silicates font leur prise en réagissant avec la chaux libre présente dans le support. C’est la raison pour laquelle elles peuvent être appliquées sur des supports minéraux tels que les enduits ou le béton, mais pas sur le plâtre ni sur les supports qui sont revêtus d'un revêtement organique. Elles ne peuvent pas non plus être appliquées sur les métaux et seulement sous certaines conditions sur le bois. 
La perméabilité à la vapeur d’eau (ouverture à la diffusion) des peintures aux silicates est identique à celle du support. Les peintures aux silicates n’empêchent donc pas la diffusion de la vapeur d’eau. L’humidité contenue dans la maçonnerie et dans l’enduit peuvent ainsi se diffuser vers l’extérieur, ce qui permet de conserver des murs secs et d’éviter des désordres liés à l’humidité. Aucune condensation ne se forme à la surface des murs, limitant ainsi le risque d’apparition d’algues et de moisissures. 
L’alcalinité élevée du liant silicate apporte une résistance particulière contre les micro-organismes, de telle sorte qu'il n’est pas nécessaire d’ajouter des conservateurs à la fabrication de la peinture.
Les surfaces recouvertes d’un revêtement minéral sont moins sensibles à l’encrassement car, contrairement aux revêtements organiques, elles ne se chargent pas en électricité statique et ne deviennent pas poisseuses sous l’effet de la chaleur (aucune thermoplasticité). De  ce fait, les particules de poussières adhèrent moins facilement et peuvent facilement être éliminées par les eaux de pluie. 
Ces peintures sont incombustibles comme le silicate de potassium qu'elle contiennent, dans la mesure où elles ne contiennent moins de 5% de composés ou solvants organiques (NFT 30808 Peintures et vernis pour le bâtiment – Guide relatif aux produits et systèmes de peintures pour façades – Revêtements minéraux, revêtements organiques).
Les couleurs des peintures minérales aux silicates sont extrêmement stables. La tenue des teintes dépasse largement plusieurs dizaines d’années du fait qu’elles ne contiennent que des pigments minéraux parfaitement stables aux UV.
Les peintures minérales sont élaborées à partir de matières premières minérales. Leur fabrication et leur cycle de vie sont respectueux de l’environnement. Leur durabilité permet d’économiser des ressources énergétiques, leur composition exempte de matières polluantes préserve l’environnement et la santé. Pour cette raison, les peintures minérales sont très appréciées dans le domaine de la construction durable.
Les peintures au silicate de potassium manquent de souplesse et d'élasticité.

## Types
On distingue aujourd’hui trois principaux types de peintures minérales aux silicates de potassium.
Les peintures aux silicates pures à deux composants qui sont d’une part une poudre colorée sèche ou détrempée dans de l’eau, d’autre part un composant liquide, le liant silicate (NFT 30808). Leur utilisation requiert un savoir-faire spécifique et une grande expérience. Elles sont principalement utilisées pour les monuments historiques dans les pays germaniques.
La première peinture aux silicates monocomposant a été mise au point pendant les années 1950. En ajoutant au silicate de potassium jusqu’à 5 % de sa masse d’additifs organiques (dispersion acrylique, hydrofuge, épaississant, etc.) on obtient une peinture prête à l’emploi. Selon la norme NFT 30808, ces produits sont considérés comme des peintures minérales s’ils ne contiennent pas plus de 5 % de parts organiques. Le domaine d’application des peintures minérales monocomposant est large, elles peuvent être appliquées sur des fonds plus fragiles, voire sur d’anciens revêtements organiques. Leur mise en œuvre est beaucoup plus simple que pour les peintures aux silicates pures.
Il existe depuis 2002 une troisième catégorie de peintures minérales aux silicates, la peinture sol-silicate, qui est élaborée à base d’un double liant de silicate de potassium et de gel de silice. Comme pour les peintures aux silicates monocomposant, la part organique est limitée à 5 % de façon à garantir la prise chimique dans le support ainsi que tous les avantages des peintures minérales. Avec la peinture sol-silicate, il est possible de recouvrir d’anciens fonds organiques. La prise est alors à la fois chimique et physique. Le fait que cette peinture peut être considérée comme une peinture minérale reste à vérifier dans la mesure où la norme NFP 30808 régissant la dénomination peinture minérale ne reconnait pas le gel de silice comme une substance minérale. Pour y répondre, il serait nécessaire de savoir si le gel de silice utilisé se désagrège à 450° conformément à l'annexe B de la norme en question.